# FNAB-43
FNAB-43 — итальянский пистолет-пулемёт времён Второй мировой войны, производившийся серийно с 1943 по 1944 годы. Всего было произведено 7 тысяч таких пистолетов-пулемётов: часть из них использовалась вермахтом и армией Итальянской Социальной Республики, часть оказалась в руках итальянских партизан. Являлся одним из самых дорогих в производстве пистолетов-пулемётов.

## Описание
Разработан компанией Fabbrica Nazionale d’Armi di Brescia. Первый прототип был собран в 1942 году, а серийное производство велось в 1943—1944 гг. Основной принцип стрельбы: полусвободный затвор, торможение которого во время выстрела происходит при помощи рычага, как в конструкции венгерского пистолета-пулемёта Kiraly 39M. Благодаря конструкции ударно-спускового механизма стрельба может вестись очередями и одиночными выстрелами, стрельба ведётся с закрытого затвора.
Кожух ствола является единой деталью с щелевым компенсатором (дульным тормозом) наподобие ППШ-41, который снижает подброс оружия при стрельбе. Рычаги предохранителя и смены режима огня располагаются слева на ствольной коробке, как у французского MAT-49. Приёмник магазина складывается вперёд, что позволяет легко переносить оружие. Питание идёт от коробчатых двухрядных магазинов пистолета-пулемёта Beretta MAB 38. Приклад металлический, складывающийся, на основе немецких MP 38 и MP 40. Прицел нерегулируемый.